# Catia Polidori
Catia Polidori (Città di Castello, 3 luglio 1967) è una politica italiana.

## Biografia
Nata a Città di Castello, consegue il diploma di maturità al liceo linguistico e si laurea in scienze economiche e bancarie presso l'Università di Siena con 110 e lode.
Ha conseguito un dottorato di ricerca in scienze della formazione con il massimo dei voti. Ha frequentato i corsi della Hautes Études Commerciales di Liegi ottenendo il massimo dei voti.
Ha svolto uno stage presso la Générale de Banque di Bruxelles..
Il 18 marzo 2018 si sposa al Castello di Solfagnano con l'imprenditore Roberto Porcelli e Silvio Berlusconi è il suo testimone.
È docente presso l'università telematica e-Campus, col ruolo di professore straordinario (ovvero professore ordinario a tempo determinato).
È madrina di Casa Alessia onlus, operante in Italia e nel mondo per realizzare progetti sociali rivolti particolarmente ai bambini.
Dal 2008 è direttore esecutivo della Fondazione Italia USA.

### Percorso aziendale
Imprenditrice, ha collaborato con le aziende: Polidori Costruzioni s.r.l., Ceramisia Gruppo ceramico s.r.l., Errepielle lavorazioni lamiere. È stata membro del CdA di Sirci SpA - Gruppo Colacem.
Nel 2005 è stata eletta Presidente nazionale dei Giovani Imprenditori di Confapi.
Nel 2007 è stata confermata all'unanimità alla presidenza nazionale del Gruppo Giovani Imprenditori di Confapi.

### Impegno politico
È stata insignita del "Distinguished Foreign Leader Award" dalla Villanova Business School di Filadelfia, per l'impegno a sostegno dell'attività delle piccole e medie imprese, soprattutto negli scambi commerciali con gli Stati Uniti.
È stata membro del comitato promotore della Fondazione Farefuturo.
Alle elezioni politiche del 2008 è stata candidata alla Camera dei deputati nelle liste del Popolo della Libertà ed eletta nella circoscrizione Veneto 2.
Componente della commissione attività produttive, commercio e turismo.
Ha presentato un disegno di legge per sgravi sui premi INAIL alle aziende che non subiscono infortuni sul lavoro.
Nella XVI Legislatura è stata anche componente della Commissione parlamentare di inchiesta sui fenomeni della contraffazione e pirateria in campo commerciale.
Nel febbraio 2013 è rieletta alla Camera dei Deputati con il PdL. Il 16 novembre 2013, con la sospensione delle attività del Popolo della Libertà, aderisce a Forza Italia.
Nella XVII Legislatura è stata capogruppo della X Commissione (Attività Produttive Commercio e Turismo) e Delegata parlamentare presso l'Assemblea parlamentare dell'Iniziativa Centro Europea (InCE).
Nel marzo 2018 risulta essere l'unica eletta alla Camera di Forza Italia per il proporzionale in Umbria e diventa vice capogruppo alla Camera dei Deputati.
È stata commissario e coordinatore di Forza Italia in Umbria.
Il 12 maggio 2020 Berlusconi nomina un nuovo coordinamento di presidenza di Forza Italia di 14 persone, tra cui la Polidori.
È coordinatrice nazionale di Azzurro Donna, il movimento femminile di Forza Italia.
Alle elezioni politiche anticipate del 2022 viene candidata per la Camera dei deputati come capolista nel collegio plurinominale dell'Umbria, risultando rieletta.

#### Incarichi di governo
Il 5 maggio 2011 viene nominata sottosegretario di Stato al Ministero dello Sviluppo Economico del Governo Berlusconi IV in rappresentanza del sottogruppo di Azione Popolare, nato per defezione da Futuro e Libertà per l'Italia, ed entrato nel gruppo di Iniziativa Responsabile..
Il 14 ottobre 2011 il Consiglio dei Ministri l'ha nominata Viceministro con delega al Commercio estero del Ministero dello Sviluppo Economico, dopo la votazione di fiducia al governo Berlusconi.